# Aramis Knight

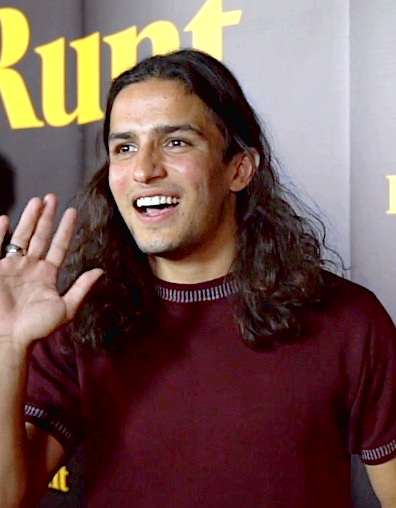
Aramis Knight, 2021

Aramis Knight (* 3. Oktober 1999, in Woodland Hills, Kalifornien) ist ein US-amerikanischer Schauspieler. Er wurde vor allem durch die Rolle als Bean in Ender’s Game bekannt.

## Leben
Knight wurde in Woodland Hills, einem Stadtteil von Los Angeles, geboren. Im Jahr 2005 fing er an, Werbespots und kleine Filmrollen zu drehen. Seitdem hat er Gastrollen und tritt als wiederkehrender Charakter in mehreren Serien auf, darunter NCIS, Psych, Lost, Dexter und Boston Legal. Sein Durchbruch gelang ihm schließlich im Jahr 2013 in dem Science-Fiction Film Ender’s Game, wo er den Rekruten Bean verkörperte.

## Filmografie

### Filme
- 2007: Machtlos (Rendition)
- 2009: Santa Buddies – Auf der Suche nach Santa Pfote (Santa Buddies)
- 2009: Crossing Over
- 2010: Valentinstag (Valentine’s Day, Gesang)
- 2012: The Dark Knight Rises
- 2013: Ender’s Game – Das große Spiel (Ender’s Game)
- 2017: Billy Boy
- 2020: Runt
- 2025: Karate Kid: Legends

### Fernsehen
- 2005: Invasion (eine Folge)
- 2005: Boston Legal (2 Folgen)
- 2006: Cold Case – Kein Opfer ist je vergessen (Cold Case, eine Folge)
- 2006: Day Break (eine Folge)
- 2008: Single with Parents (Fernsehfilm)
- 2008: Life on Mars (Fernsehfilm)
- 2008: Hannah Montana (eine Folge)
- 2008: Dexter (3 Folgen)
- 2009: Kikeri Pete (Hatching Pete, Fernsehfilm)
- 2009: Ghost Whisperer – Stimmen aus dem Jenseits (Ghost Whisperer, eine Folge)
- 2010: Lost (eine Folge)
- 2010: The Middle (eine Folge)
- 2010: Sons of Tucson
- 2010: The Whole Truth (2 Folgen)
- 2011: Navy CIS (NCIS, eine Folge)
- 2011: Parenthood (eine Folge)
- 2011: Rizzoli & Isles (eine Folge)
- 2011: Psych (eine Folge)
- 2011: General Hospital (3 Folgen)
- 2012: Bucket & Skinner (Bucket and Skinners Epic Adventure, eine Folge)
- 2014: Scorpion (eine Folge)
- 2015–2019: Into the Badlands
- 2022: Ms. Marvel